# Pomerium

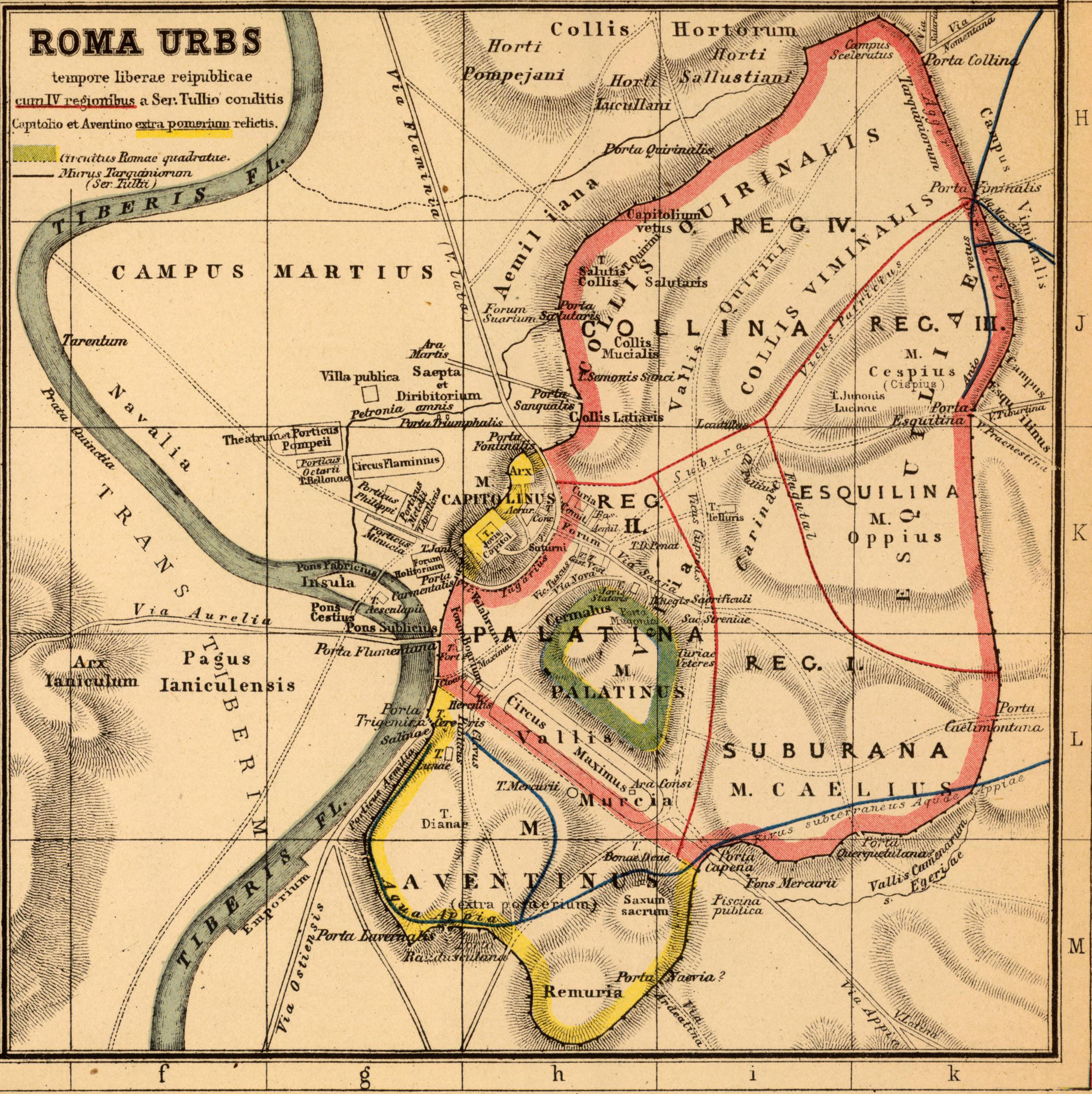
Pomerium (utmärkt i rosa) under Augustus tid.

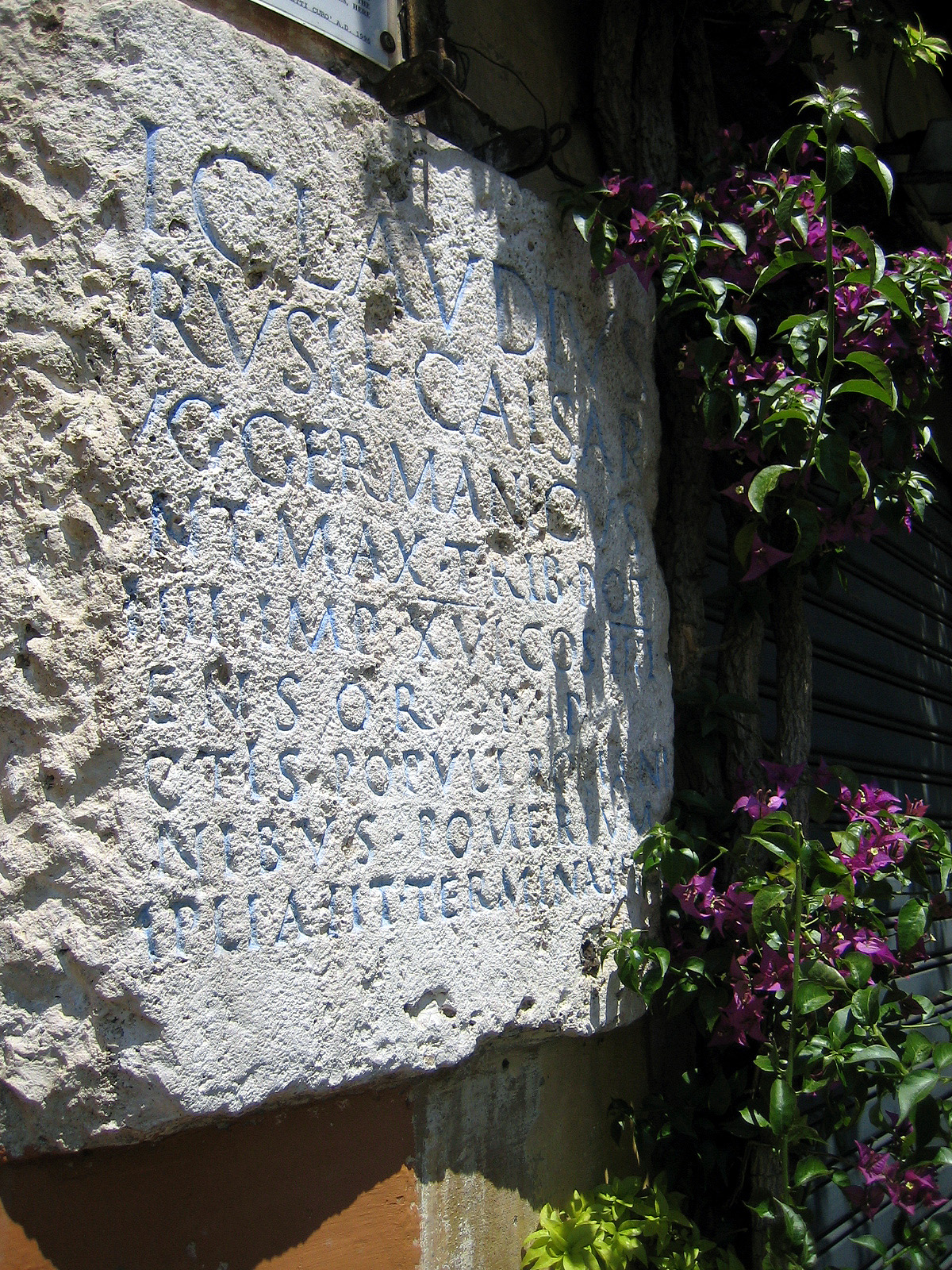
Inskriptionssten för kejsar Claudius pomerium.

Pomerium eller pomoerium (av latinets post, ”bakom”, och moerus = murus, ”mur”) var Roms religiösa och juridiska gräns mellan urbs och rus, det vill säga stad och land. Inom pomerium var det inte tillåtet att uppföra kultplatser åt främmande gudar och det var heller inte tillåtet att begrava döda.
Enligt Aulus Gellius utgjordes Roms ursprungliga pomerium av Palatinen och stadfästes av Romulus. Tacitus menar dock att detta första pomerium var mera vidsträckt; det inbegrep även bland annat Forum Boarium.
Utökningar av pomerium-området genomfördes av kejsarna Augustus och Claudius.